# Gymnopilus latus
Gymnopilus latus là một loài nấm thuộc họ Cortinariaceae.